# رودریگو گریسی
رودریگو گریس (انگلیسی: Rodrigo Gracie؛ زادهٔ ۱۱ مارس ۱۹۷۴) ورزشکار هنرهای رزمی ترکیبی اهل برزیل است.